# Піхотна дивізія «Бервальде»
Піхотна дивізія «Бервальде» («Ведмежий ліс») (нім. Infanterie-Division Bärwalde) — запасна дивізія Вермахту, що існувала наприкінці Другої світової війни.

## Історія
Піхотна дивізія «Бервальде» сформована 20 січня 1945 року в Бервальде з різнорідних частин, що обороняли Померанський вал під командуванням начальника артилерії в Грос Борні. 5 березня частини дивізії вступили в бій з радянськими військами біля Шівелбайна, де практично усе з'єднання у боях з Червоною армією було знищено. Рештки дивізії відступили на захід до плацдарму навколо Діевенов, а після 12 березня вона була розформована.

## Райони бойових дій
- Німеччина (Померанія) (березень 1945).

## Командування

### Командири
- генерал-лейтенант Вільгельм Райтель (нім. Wilhelm Raithel) (15 січня — 12 березня 1945).

### Підпорядкованість
| Час      | Корпус                | Армія              | Група армій (округ) | Штаб      |
| -------- | --------------------- | ------------------ | ------------------- | --------- |
| 1945     |                       |                    |                     |           |
| лютий    | Корпусна група Теттау | 11-та армія        | Група армій «Вісла» | Померанія |
| березень | Корпусна група Теттау | 3-тя танкова армія | Група армій «Вісла» | Померанія |

## Склад
| 8 лютого                            | 17 лютого 1945                                   |
| ----------------------------------- | ------------------------------------------------ |
| Полк «Копп»                         | 1-й полк дивізії «Барвальде»                     |
| Полк «Волфф»                        | 2-й полк дивізії «Барвальде»                     |
| Полк «Бемер»                        | 3-й полк дивізії «Барвальде»                     |
| Полк «Фройнд»                       | 4-й полк дивізії «Барвальде»                     |
| Полк «Джакел»                       | 5-й полк дивізії «Барвальде»                     |
| Полк «Клоше»                        | артилерійський полк                              |
| Загороджувальний загін «Фірбандт»   | інженерний батальйон                             |
| Загороджувальний загін «Геллерманн» | Дивізійний батальйон зв'язку дивізії «Барвальде» |